# Korfantów
Korfantów è un comune urbano-rurale polacco del distretto di Nysa, nel voivodato di Opole.
Ricopre una superficie di 179,78 km² e nel 2004 contava 9 905 abitanti.
Prende il nome da Wojciech Korfanty, politico e attivista polacco della prima metà del XX secolo, che ha lottato per l'indipendenza polacca e per l'unione della Slesia alla Polonia.